# Dobermann (film)
Dobermann is een Franse film van Jan Kounen.

## Verhaal
Een bont gezelschap met een transseksueel, een priester en een doof meisje beroven op vernuftige wijze onder leiding van crimineel Dobermann een bank. Ze worden achternagezeten door de Parijse politie die geleid wordt door de sadistische agent Chistini die het niet zo nauw neemt met de wet.

## Rolverdeling
| Acteur          | Personage     |
| --------------- | ------------- |
| Vincent Cassel  | Dobermann     |
| Monica Bellucci | Nat the Gypsy |
| Tchéky Karyo    | Christini     |